# Muslimanska informativna novinska agencija
Muslilmanska informativna novinska agenocija (skraćeno: MINA), tijelo je Islamske zajednice u Bosni i Hercegovini koje ima zadaću informiranja javnosti o životu Zajednice s područja ove Islamske zajednice.

## Povijest
Agencija MINA je osnovana u studenom 1991. godine, prije svega, iz potrebe da se u tadašnjim teškim uslovima kada se SFR Jugoslavija počela raspaditi, u svijet pošalju istinite informacije o onome što se događalo s muslimanima na prostoru te države. Koliko je bilo bitno osnivanje ovakve institucije, govori činjenica, da je ideju tadašnjeg urednika Glasnik Fikreta Karčića o osnivanju Agencije MINA tadašnji reis-ul-ulema Jakub ef. Selimoski promptno podržao, da se u njenu realizaciju krenulo već sljedećeg dana. U tom prvom periodu bilteni su izlazili na od četiri do deset stranica, na engleskom jeziku, te da su slati u veleposlanstva stranih država u Beogradu, ali i na adrese važnih institucija i pojedinaca u inozemstvu. Sadržaji u biltenima su bili podijeljeni u sljedeće kategorije: politička situacija, ljudska prava, aktivnosti Islamske zajednice, kultura, knjige i dosije.
Iako ambiciozno zamišljena kao agencijski servis, MINA se u 30 godina postojanja nikada nije uspjela razviti u takvu formu organizacije i djelovanja, ali je uspjela postati najprepoznatljiviji kanal za distribuciju vijesti o aktivnostima reisu-l-uleme i ostalih institucija Islamske zajednice, po čemu kod javnosti i medija uživa visok stupanj povjerenja.
MINA informacije i sadržaje koji se tiču važnih aktivnosti u Islamskoj zajednici i njenim institucijama i položaju muslimana u Bosni i Hercegovini plasira prema radio i televizijskim stanicama, dnevnom tisku i drugim novinskim agencijama i time upoznaje širu javnost s ovim aktivnostima. Također MINA plasira sve hutbe reisu-l-uleme, njegove ramazanske i bajramske poruke i hutbe, informacije o posjetama drugim državama i posjetama u Bosni i Hercegovini.
MINA organizira tiskovne konferencije u povodu značajnih događaja i jubileja u Islamskoj zajednici, konferencije za tisak po ukazanoj potrebi, zatim putem MINE često se realiziraju intervjui reisu-l-uleme i drugih dužnosnika u Islamskim zajednici domaćim i inozemnim medijima.
Danas Agencija MINA djeluje u okviru Media centra Islamske zajednice u Bosni i Hercegovini, gdje uz Preporod koje su nedavno obilježile pola stoljeća kontinuiranog izlaženje, predstavlja najstariju medijsku platformu.

## Vanjske poveznice
MINA